# Japońska Szkoła Międzynarodowa Horyzont
Japońska Szkoła Międzynarodowa Horyzont (jap. ホライゾンジャパンインターナショナルスクール, ang. Horizon Japan International School, HJIS) – międzynarodowa instytucja oświatowa w dzielnicy Kanagawa w Jokohamie. Przyjmuje uczniów w wieku od 2 do 18 lat (od przedszkola do szkoły średniej). Szkoła realizuje program matury międzynarodowej (IB).

## Historia
Instytucja została założona w 2003 roku jako międzynarodowa szkoła. W 2019 roku szkoła przeniosła się do nowego budynku z dzielnicy Tsurumi do dzielnicy Kanagawa (przy parku Portside).